# The Moral Landscape: How Science Can Determine Human Values
The Moral Landscape: How Science Can Determine Human Values (« Le paysage moral : comment la science peut déterminer les valeurs humaines ») est un livre de l'écrivain Sam Harris paru en 2010 cherchant à promouvoir une science de la moralité. 
Harris présente des arguments pour montrer que beaucoup de penseurs ont longtemps ignoré les liens entre la morale, les faits et la science. Le livre vise notamment à ouvrir un troisième axe de pensée, s'ajoutant à celui des laïcs qui affirment que la morale est subjective et celui des religieux qui tiennent que la morale est dictée par Dieu. 
Harris affirme que la seule morale qui ait de la valeur est celle permettant le bien-être des créatures conscientes, aussi bien les humains que les animaux. Il pointe ainsi un manque de la philosophie des sciences, auxquelles il reproche d'oublier que les questions morales peuvent avoir des réponses objectives basées sur des faits empiriques pouvant permettre aux gens de s'épanouir.